# Brindabella Airlines
Brindabella Airlines Pty Ltd, действующая как Brindabella Airlines, — австралийская региональная авиакомпания со штаб-квартирой в городе Канберра, работающая в сфере коммерческих перевозок на авиалиниях небольшой протяжённости. Входит в группу Qantas Group.
Портом приписки авиакомпании и её главным транзитным узлом (хабом) является международный аэропорт Канберры.

## История
Brindabella Airlines была образована в 1994 году и начала операционную деятельность с выполнения корпоративных чартерных заказов и предоставления услуг по техническому обслуживанию воздушных судов бизнес-авиации. В 2000 году авиакомпания открыта собственный тренировочный центр подготовки пилотов, а в апреле 2003 года получила разрешение на регулярные пассажирские перевозки по региональным маршрутам. Центр подготовки был закрыт в середине 2010 года. Ранее авиакомпания принадлежала частным инвесторам Джеффри Бойду и Ларе Корри-Бойд, в настоящее время находится под управлением Aeropelican Air Services. Штат перевозчика насчитывает более 80 сотрудников.
В декабре 2005 года Brindabella Airlines получила премию за наилучший, по мнению компании «Rhodium ACT», туристический сервис среди всех авиакомпаний Австралии. В августе следующего года авиакомпания была удостоена ещё двух премий — «ACT Telstra Business Awards 2006» (лучшая компания страны в категории компаний с числом сотрудников от 20 до 50 человек) и «AMP Innovation Award» за внедрение инновационных методов ведения бизнеса.
В декабре 2007 года Brindabella Airlines заключила договор на поставку двух самолётов BAe Jetstream 41, первый из которых ввела в эксплуатацию 5 мая следующего года. В настоящее время оба лайнера используются главным образом на маршрутах Брисбен-Тамуорт и Канберра-Ньюкасл.
В 2011 году авиакомпания Aeropelican Air Services приобрела контрольный пакет акций Brindabella Airlines.

## Маршрутная сеть

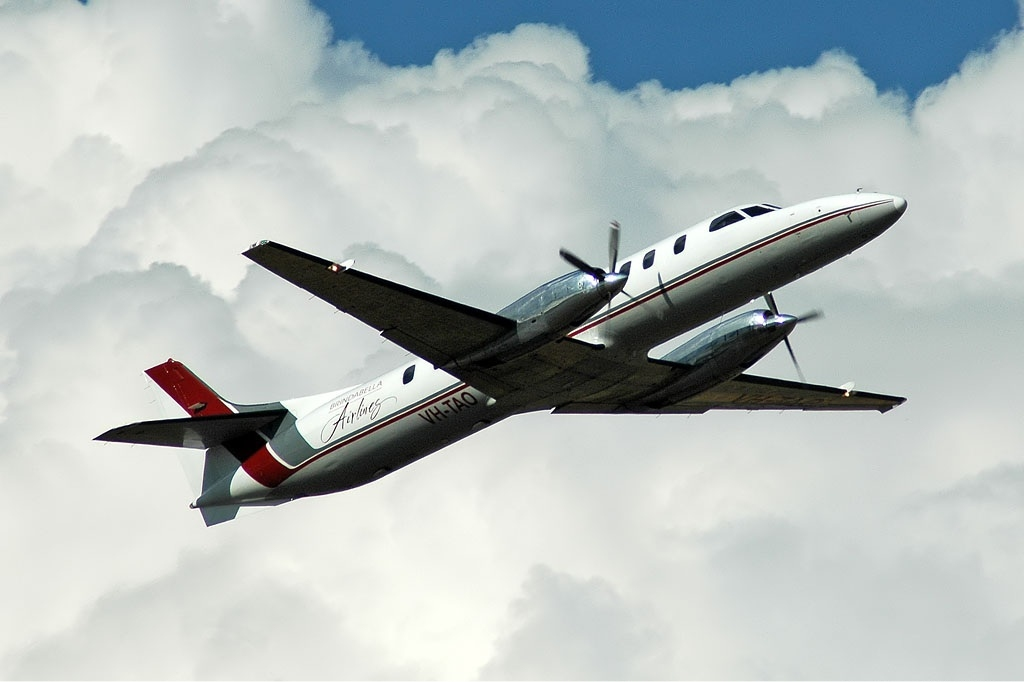
Fairchild SA227-AC Metro III авиакомпании Brindabella Airlines на взлёте из международного аэропорта Канберры

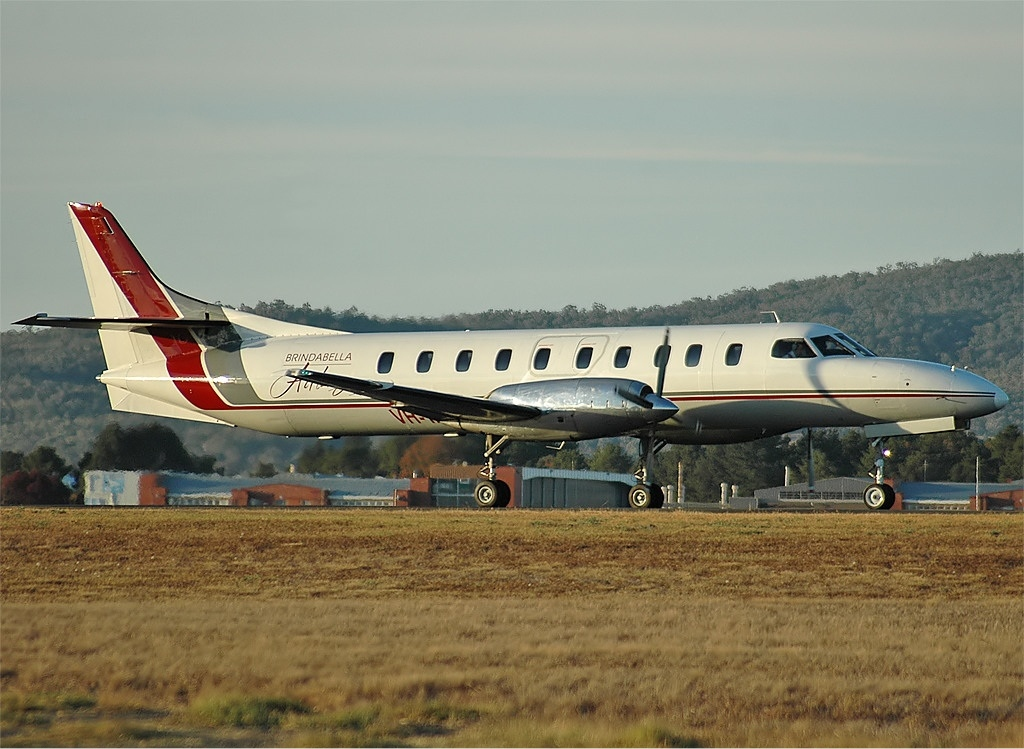
Fairchild SA227-AC Metro III авиакомпании Brindabella Airlines в международном аэропорту Канберры

В апреле 2012 года маршрутная сеть регулярных перевозок авиакомпании Brindabella Airlines включала в себя следующие пункты назначения:
- международный аэропорт Канберра (Канберра)
- аэропорт Кобар (Кобар)[5][6]
- аэропорт Ньюкасла (Ньюкасл)
- аэропорт Коффс-Харбор (Коффс-Харбор)
- аэропорт Брисбен (Брисбен)
- аэропорт Сиднея (Сидней)
- аэропорт Тамуорт (Тамуорт)[7]
- аэропорт Кума — Снежные Горы (Кума)

5 сентября 2005 года Brindabella Airlines открыла новый регулярный рейс из Канберры в аэропорт Латроб-Валли (Траралгон, Виктория), использовавшийся в-основном государственными служащими, летавшими из столицы страны в главный офис Австралийской комиссии по ценным бумагам и инвестициям в Траралгоне. В мае следующего года авиакомпания была вынуждена прекратить регулярные перевозки по данному маршруту вследствие недостаточной коммерческой загрузки самолётов — по сообщению руководства перевозчика убыток от эксплуатации маршрута составил 200 тысяч долларов США.
В августе 2006 года Brindabella Airlines и Sunshine Express Airlines подписали соглашение об открытии под брендом «Brindabella Airlines» регулярных рейсов по ряду аэропортов побережья Нового Южного Уэльса, полёты по которым должны были осуществляться авиакомпанией-партнёром. 1 октября того же года были запущены регулярные перевозки между аэропортами городов Порт-Маккуори, Коффс-Харбор и Брисбеном.
В апреле 2008 года руководство Brindabella Airlines объявило о введении прямого авиасообщения между Тамуортом и Брисбеном. Полёты по данному маршруту сначала осуществлялись только по рабочим дням, затем рейсы стали ежедневными. В мае месяце 2010 года авиакомпания сообщила об открытии с 5 июля ещё одного маршрута Брисбен-Мори-Брисбен, рейсы по которому до настоящего времени выполняются по рабочим дням.
15 ноября 2012 года Brindabella Airlines сообщила о получении пятилетней лицензии Транспортного управления Нового Южного Уэльса на право выполнения регулярных пассажирских рейсов между Сиднеем и Мори. Авиакомпания планирует совершить первый рейс по этому маршруту 30 марта 2013 года с дальнейшим его обслуживанием на самолётах BAe Jetstream 41.

## Флот

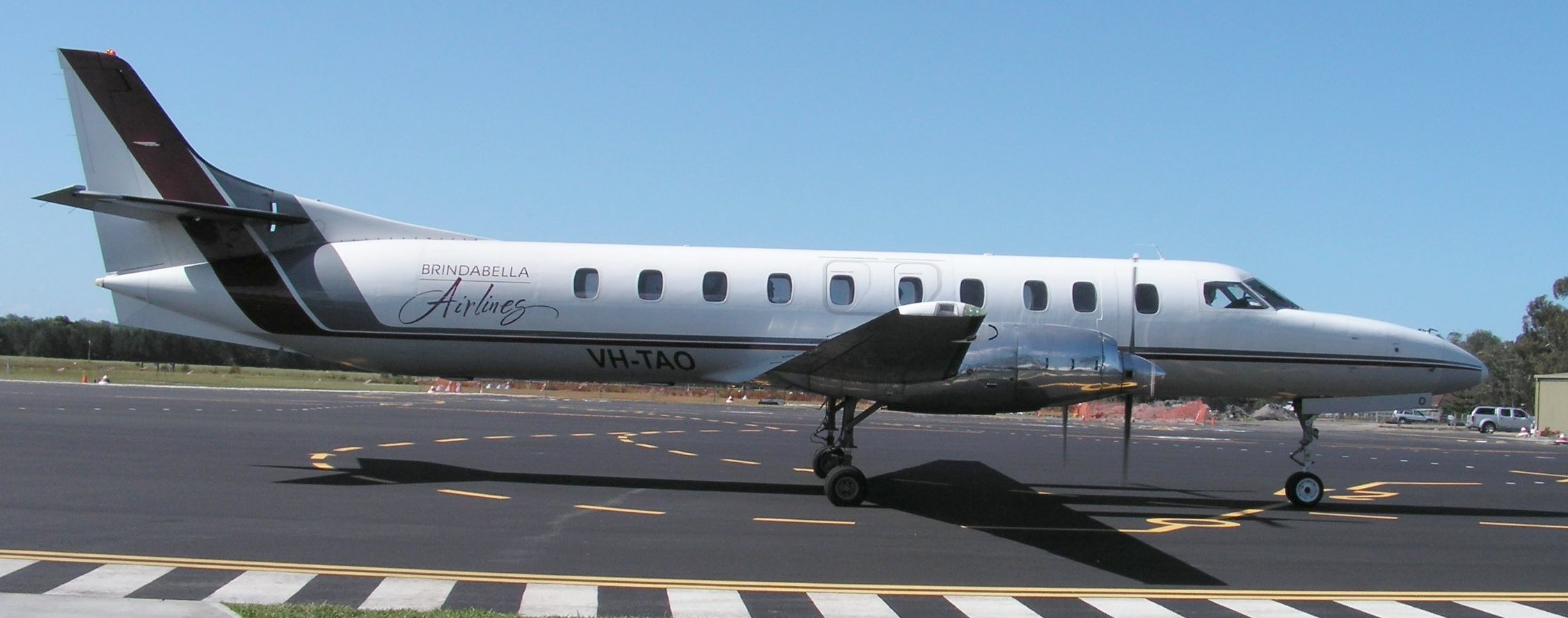
Brindabella Airlines в аэропорту Порт-Маккуари

В августе 2011 года воздушный флот авиакомпании Brindabella Airlines составляли восемь самолётов:
- 5 Fairchild SA227-AC Metro III
- 2 BAe Jetstream 41
- 1 Piper PA-31 Navajo — используется для тренировочных полётов